# 黑點雙帶鉤蛾
黑點雙帶鉤蛾是鱗翅目钩蛾科的一种，成虫雄性触角为羽毛状，雌性为丝状。头部褐色。翅灰褐色至黄褐色，前翅前缘有褐色斑点，双翅具有橙色的内线和外线。足灰黑色。